# Pterula echo
Pterula echo är en svampart som beskrevs av D.J. McLaughlin & E.G. McLaughlin 1980. Pterula echo ingår i släktet Pterula och familjen mattsvampar.   Inga underarter finns listade i Catalogue of Life.